# 哈加曼 (紐約州)
哈加曼（英語：Hagaman）是位於美國紐約州蒙哥馬利縣的村。

## 人口
根據2020年美國人口普查的數據，哈加曼的面積為4.00平方千米，當中陸地面積為3.88平方千米，而水域面積為0.12平方千米。當地共有人口1117人，而人口密度為每平方千米279人。